# Aega dofleini
Aega dofleini is een pissebed uit de familie Aegidae. De wetenschappelijke naam van de soort is voor het eerst geldig gepubliceerd in 1910 door Thielemann.